# Eighteen Visions
Eighteen Visions (abreviado como 18V' o 18 Visions) es una banda de metalcore y metal alternativo proveniente de Orange County, California, la cual mantenía contrato con Epic Records y Trustkill Records. En abril de 2007 la banda se separó. Fueron pioneros, en primer lugar, en crear un Metalcore sumamente pesado anticipando el nacimiento del Deathcore, y por otro, por ser una de las primeras bandas de Metalcore en agregar elementos melódicos, como coros gancheros y voces limpias.
Su imagen y estilo glamoroso no suele verse comúnmente en bandas de metalcore creando así un estilo aparte de las otras bandas locales de Orange County y llamando la atención rápidamente, creando controversia dentro de la escena metalcore, aunque más tarde, ese estilo glam se volvió muy común en las bandas de dicho género.
Después de más de una década de ausencia, la banda se reformó en 2017. Anunciaron que su sexto álbum, "XVIII", sería lanzado a través de su nuevo sello discográfico en Rise Records.

## Historia

### Comienzos
Eighteen Visions fue fundada en octubre de 1995 por James Hart, Dave Peters, Billy Sisler y Kenneth Floyd con el nombre de "Macabre". La banda escribió algunas canciones y comenzó a tocar en clubes y pequeños recitales en el área local, empezando en el "Koo's Cafe" a principios de 1996. Poco después se unió un segundo guitarrista, Jeff Boullt (de Excessive Force) pero en marzo, Billy dejó la agrupación y fue rápidamente reemplazado por Richie Taylor. Richie solo permaneció por poco tiempo y and Javier Van Huss se hizo cargo del puesto de bajista. Después de un año, Jeff también dejó la banda y Brandan Schieppati se integró para así consolidar la alineación.
Su primer material, Lifeless fue lanzado a través de Life Sentence Records en 1997. Poco tiempo después, Dave Peters dejó 18V para unirse a Throwdown. Steve fue quien lo reemplazó durante la gira promocional del EP, y fue cuando los rumores de una posible separación comenzaron a circular, pero pronto se olvidaron cuanso se anunció el lanzamiento de su álbum debut, Yesterday Is Time Killed a través de Cedargate Records (el sello discográfico de Zac Phelps, quien en ese entonces era bajista temporal de la banda) en febrero de 1999. La banda llamó la atención de Trustkill Records, la cual apenas se había fundado. Con esta disquera lanzaron No Time for Love EP en octubre de 1999. Keith Barney se unió a la banda reemplazando a Steve y diez meses después de lanzar No Times to Cry salió a la venta su segundo álbum Until the Ink Runs Out. Este material se convirtió en uno de los álbumes lanzados a través de Trutskill con mayores ventas, del cual se realizaron enormes cantidades de copias. Poco después se le solicitó a Javier que dejara la banda después de la gira que se llevaba a cabo en ese entonces ya que sería reemplazado por Mick Morris (de la banda xClearx. Javier tocó en los dos últimos shows de la gira al lado de Poison the Well.

### Ascenso hacia el éxito
Después de lanzar el álbum recopilatorio The Best of Eighteen Visions, la banda regrabó sus primeros materiales, algunos de los cuales eran inéditos, además de que agregaron nuevas canciones como "Motionless and White". Trustkill y la banda presintieron que este material sería considerado más como un nuevo álbum en lugar de una reedición. A pesar de una "cruda" producción donde los errores no siempre son eliminados, el álbum fue una gran mejora en los valores de producción. Estos sucesos marcarían la tentativa de la banda de enfocarse un poco más al hardcore melódico, en lugar de su tradicional estilo metalcore.
En el 2002 la banda comenzó las grabaciones del álbum Vanity, el cual aún contenía breakdowns intensos, riffs metaleros y una que otro tempo raro, adicionado con un buen trabajo de producción y un poco de voces melódicas en casi todas las canciones, completando así el trabajo con canciones como "Gorgeous", la cual es una composición acústica escrita y ejecutada por el baterista Ken Floyd, y finalizando con "Love in Autumn". Mientras que la base de fanes creció después de este lanzamiento, este fue el último álbum que cuenta con el guitarrista Brandan Schieppati, quien dejó la banda para enfocarse más a sus labores como vocalista en Bleeding Through. Eighteen Visions salió de gira para promocionar Vanity como una banda de cuatro integrantes solamente. Se filmó un video de la canción "You Broke Like Glass," el cual transmitieron en el Headbangers Ball de MTV2.

### La era deObsession
Después de la gira, 18V regresó a los estudios para grabar Obsession con el productor Mudrock. Este material fue escrito de igual manera por Keith Barney y Ken Floyd, quien no solamente tocó la batería, sino que también toco la guitarra en la mayoría de las canciones. Este álbum marcó un cambio radical en el sonido de la banda, ya que su este posee diferentes estilos, haciendo a este material más accesible a cualquier público, abarcando desde los riffs típicos del hard rock hasta el punk rock, adicionándolo con algunas estructuras vocales no muy complejas llegando hasta un rango melódico.
La banda se encaminó en una gira mundial al lado de HIM, Lostprophets y Killswitch Engage, con Ken Floyd haciéndose cargo de la segunda guitarra y Jason Shrout (quien más adelante sería reemplazado por Trevor Friedrich) se unió a la banda para encargarse de la batería. Las canciones "Waiting for the Heavens", "Tower of Snakes", y "I Let Go" fueron lanzadas más tarde como sencillos en Estados Unidos y el Reino Unido incluyendo su respectivo vídeo musical. El álbum vendió más de 200.000 copias, siendo esta una cantidad de ventas mayor al de su álbum anterior, pero esto no fue suficiente para hacer que la banda entrara en la escena comercial.
Obsession fue el último álbum lanzado a través de Trustkill Records, ya que después firmaron contrato con una disquera de mayor renombre, Epic Records. Obsession se convirtió en el álbum de Eighteen Visions más exitoso aunque dio a la banda una imagen más depresiva y apática; calificativos que muy difícilmente lograron quitarse.

### Una probada de comercialidad
Conformándose ahora como una banda de cinco integrantes, Eighteen Visions comenzó la preproducción de treinta y dos demos con el productor Machine. El 18 de julio de 2006 la banda lanzó su álbum homónimo con la nueva disquera, el cual presenta una mejor producción, coros elaborados al estilo Def Leppard, ambientaciones dark con programaciones y efectos electrónicos e industriales] y con un estilo vocal enteramente melódico, consolidando así un estilo orientado hacia el hard rock, comparándose con el de Avenged Sevenfold. A pesar de que se hicieron campañas promocionales y un vídeo musical de la canción "Tonightless" (el cual era uno de los tantos errores en las grabaciones previas), la banda decidió desechar todo eso para enfocarse a promocionar una canción mucho mejor; "Victim," por lo que se cree, contra la voluntad del sello discográfico. Aun así, se lanzó un video para "Victim," con muy poco entusiasmo de promoverlo por parte de Epic Records, incluso cuando dicha canción fue incluida en el WWE Vengeance (2006) (pago por evento). 
Asistiendo a las ventas de los álbumes, este no logró alcanzar un lugar en la lista Billboard 200 después de su única semana de lanzamiento, haciendo que la banda se encaminara en una gira para promover el álbum. Tocaron en conciertos como teloneros de Avenged Sevenfold, Coheed and Cambria, Hinder y Bullet for My Valentine, entre otros.
A pesar de que la "pegadiza" power ballad "Broken Hearted" fue solicitada por la banda para ser transmitida en la radio, no lograron que saliera al aire además de que no se lanzó ningún vídeo de la canción, haciendo que el álbum fuera un fracaso comercial. A pesar de que el número total de las ventas no se han hecho oficial, se rumorea ampliamente que han terminado por debajo de 100k bar.

### Disolución
En el 2007, cuando aún se encontraban tocando en algunos shows en Australia y colocando boletines en su MySpace pidiendo a sus fanes que solicitaran a las estaciones de radio transmitir "Broken Hearted", la cobertura de la banda, la prensa y el blog oficial de la banda comenzaron a decaer considerablemente, invitando a los fanes a creer que la banda no había sido abandonada por Epic Records. Esto también atrajo los rumores de una posible ruptura, los cuales fueron confirmados previamente. El 9 de abril de 2007, el bajista Mick Morris confirmó la separación de la banda a través de este comunicado en su MySpace:
"Después de varios años de giras y bastantes álbumes lanzados, hemos decidido que es hora de tomar caminos separados. Hemos sido una banda durante bastante tiempo y nos semtimos bien con todo lo que hemos logrado. En este momento de nuestras vidas y nuestras carreras sentimos que llegó la hora de pasar a algo fresco y nuevo. Ya sea música, viajes o simplemente estar en casa y disfrutar de la vida. Nos gustaría agradecer a todos nuestros fans, amigos y familias por todo el gran apoyo brindado durante los años. También nos gustaría dar las gracias a todas las bandas con las que hemos compartido escenario y con todos aquellos que alguna vez hayan trabajado con nosotros, con quienes nos abrieron las puertas y nos dieron una mano. Tocaremos en nuestros dos últimos shows en abril, uno en San Diego y otro en Orange County. Los invitamos a que vengan con nosotros una vez más".
Aunque la separación pudo haber venido de una forma muy apresurada, el frontman James Hart comentó en su MySpace que la situación no había empezado el 13 de julio de 2007: "18V fue una banda desde hace más de 10 años, [...] sólo que llegó el punto en donde todos teníamos diferentes objetivos e ideas para la banda en cuanto a la música y la planeación de giras. Todos sentimos que era hora de pasar a algo fresco y nuevo."

### Antes y después de 18V
Trevor Friedrich fue despedido de las grabaciones de Eleven Seven Sixx Am para el video de "Accidents Can Happen". Actualmente es baterista en la banda Never Enough junto con su compañero de Eighteen Visions, el guitarrista Keith Barney. El también ha sido baterista para los proyectos de Música industrial "Imperative Reaction" y "Combichrist".
Keith Barney se unió recientemente a la banda de hardcore Monument to Thieves. Él se había unido a la banda hardcore de California Love Thyne justo antes de que 18V se separara.
Ken Floyd está actualmente en un proyecto de new wave llamado Hi-Deaf.
Mick Morris estaba de gira como técnico de Hatebreed. El también lanzó su propia marca de ropa, Dethless Clothing, y mantenía actualizado su catálogo en su página de Ebay, el la cual vendía camisetas de bandas metalcore y otros elementos relacionados. Él modeló también para bastantes líneas de ropa. El 2 de junio del 2013 Mick falleció por causas desconocidas.
James Hart ha estado trabajando junto con el líder y fundador de The Nixons, Zac Maloy, en un nuevo proyecto llamado Burn Halo. Algunas colaboraciones previas de Maloy son en Chris Daughtry y Bowling for Soup. Keith Barney y Synyster Gates, el guitarrista de Avenged Sevenfold también contribuyen con dicho proyecto. Burn Halo firmó contrato con Island Records, pero una vez completado el álbum, Island optó por no lanzar el álbum debut de Burn Halo, dejando a Hart con la dura tarea de encontrar otro sello discográfio para su proyecto. El mánager de Burn Halo, Bret Bair, fundó su propia disquera, Rawkhead Records, con apoyo de Warner Music Group para lanzar el álbum de la banda. Burn Halo tocó en su primer show como teloneros de Avenged Sevenfold el 9 de diciembre de 2008 en el Ram's Head Live en Baltimore, MD. La banda lanzó su álbum debut el 31 de marzo de 2009. El primer sencillo de la banda fue "Dirty Little Girl", el cual está disponible en iTunes, cortesía de Synyster Gates. Burn Halo está actualmente en una gira por Estados Unidos promocionando su siguiente álbum.

### Regreso y nuevo álbum
El 9 de febrero de 2017, se lanzó una cuenta oficial de Instagram de la banda, con James Hart, Keith Barney, y Trevor Friedrich que fueron golpeados en la primera imagen que contenía el mensaje "la cuenta descendiente comienza ...". Los tres miembros subieron la misma imagen a sus respectivas cuentas privadas. Mick Kenney fue elegido por la banda para producir, mezclar y dominar el disco de regreso.
El 20 de abril de 2017, a diez años del día de la actuación en vivo de despedida, la banda confirmó los detalles de su nuevo álbum, "XVIII", que sería lanzado el 2 de junio de 2017 a través de su nueva casa de etiqueta en Rise Records, y Lanzó una secuencia completa y un video musical para el primer sencillo del álbum, "Oath". La banda también confirmó que una de las pistas del álbum, "Live Again", es un homenaje a Mick Morris.

## Integrantes
| Miembros actuales - James Stephen Hart - voz, letras (1995-2007, 2017-presente) - Keith Barney - guitarra líder, segunda voz (2000-2007, 2017-presente) - Josh James - Guitarra rítmica (2017-presente) - Trevor Friedrich - batería (2004-2007, 2017-presente) | Miembros anteriores - Ken Floyd - Batería (1995-2003); Guitarra rítmica, coros (2003-2007) - Mick Morris - Bajo (2000-2007) - Dave Peters - Guitarra líder (1995-1998) - Steve Parilla - Guitarra líder (1998-1999) - Jeff Boullt - Guitarra rítmica (1996-1997) - Brandan Schieppati - rhythm guitar (1997-2002) - Billy Sisler - Bajo (1995-1996) - Richie Taylor - Bajo (1996) - Javier Van Huss - Bajo (1996-1997, 1997-2000) - Zachary Phelps - Bajo (1997) - Jason Shrout - Batería (2003-2004) |

Línea del tiempo

## Discografía
Álbumes de estudio
- 1998: Yesterday Is Time Killed
- 2000: Until The Ink Runs Out
- 2001: The Best Of Eighteen Visions
- 2002: Vanity
- 2004: Obsession
- 2006: Eighteen Visions
- 2017: XVIII
- 2021: 1996

EP
- 1997: Lifeless
- 1999: No Time for Love